# 南條有香
南條 有香（なんじょう ゆか、1989年6月24日 - ）は、日本のファッションモデル、タレントである。兵庫県三田市出身。

## 略歴
ファッション雑誌『ラブベリー』の読者モデルオーディションに参加した2004年から同誌のモデルへ。これがデビューとなった。2005年まで同誌のモデルとして活動。
同年に女子中高生向けファッション雑誌『Seventeen』のオーディションで「ミスセブンティーン2005」に選ばれ、同誌の専属モデルとして2009年6月号まで活動した。
2009年からはファッション雑誌『CanCam』の専属モデルとなった。
2012年にはファッション雑誌『JJ』からレギュラーモデル起用、3月号から誌面に登場。出版社を異にする4雑誌からの起用経験となった。
2016年でモデルは引退し、ラジオDJを務める傍ら、居酒屋でアルバイトに従事する生活を送っていることを、2018年7月17日放送のTBS『有田哲平の夢なら醒めないで』にゲスト出演した際に明らかにした。

## 出演

### 雑誌
- ラブベリー（2004年 - 2005年、徳間書店） - 読者モデル
- Seventeen（2005年 - 2009年、集英社） - 専属モデル
- CanCam（2009年 - 2011年、小学館） - 専属モデル
- JJ（2012年 - 2014年、光文社） - 専属モデル

### ランウェイ
- 渋谷ガールズコレクション（2007年秋冬[12]・2009年春夏[13]）
- 東京ガールズコレクション（2009年秋冬[14]・2010年春夏[15]・in 名古屋[16]・Sweet Xmas Edition[17]・2012年春夏[18]）
- 神戸コレクション（2011年東京公演・2011年春夏・2012年春夏・東京ランウェイ2012年春夏[19]）
- ガールズアワード（2011年秋冬[20]・Kiss supported by Girls Award[21]）
- FUKUOKA LOVE&COLLECTION
- 関西コレクション 2011年春夏
- 沖縄国際映画祭「特別コンテンツ〜ガールズステージ」
- 那須ガーデンリゾートコレクション produced by Girls Award（2012年8月2日、那須ガーデンアウトレット） - 共演：はるな愛、浦浜アリサ、大石参月、菅原沙樹、マギー、向山志穂、メロディー洋子、梨衣名ほか[22]

### CM
- ベネッセ「進研ゼミ高校講座」（2006年） - 共演：賀来賢人、荒川優[23]
- 東京ディズニーシー（2008年） - 共演：佐藤ありさ、赤谷奈緒子、有末麻祐子[23]
- 小学館「CanCam」（2009年） - 共演：徳澤直子、西山茉希、高橋メアリージュン、近藤しづか、木野まこと、峰えりか、舞川あいく、梨衣名、平山美春[23]
- マーベラスエンターテイメント「牧場物語 ふたごの村」（2010年） - 共演：日南響子[24]

### 広告
- 中小企業基盤整備機構（2008年）[25]
- NEDO技術開発機構「MENS」[26]

### MV
- Carry Smile「輪廻転笑」（2008年）[26]
- DJ☆GO「Slow Luv feat. Kayzabro（DS455），詩音」（2009年）[26]
- FTISLAND「You Are My Life」（2013年）[3]

### バラエティ
- ブランディア うれしいことふやそう!（2010年4月 - 9月、日本海テレビ） - 司会
- ハケンOLは見た!（2010年11月1日 - 2011年5月30日、テレビ東京） - 覗き見ガール（共演：イモトアヤコ、矢口真里、紺野ゆり、浜田治貴、北川弘美、熊澤枝里子、七菜香、藤田恵美、神田咲実、陣内智則、植松晃士）[27]

### 映画
- 大洗にも星はふるなり（2009年11月7日、日活）[28]

### ラジオ
- FX三姉妹（2014年3月26日、ラジオNIKKEI第1放送）
- 南條有香と原あや香のふんわりハーモニー（2018年4月3日 - 2018年9月25日、ラジオ日本）

### Web
- ハギとこ（2012年 - 2014年、ニコニコ生放送） - アシスタント[29]